# 三好市立栃之瀬小学校
三好市立栃之瀬小学校（みよししりつ とちのせしょうがっこう）は、徳島県三好市東祖谷新居屋にあった公立小学校。
2012年（平成24年）3月31日に廃校となった
。

## 概要
旧・東祖谷山村には他にも三好市立名頃小学校、三好市立落合小学校、三好市立菅生小学校がある。卒業後は三好市立東祖谷中学校へ進学する。

## 沿革
- 1912年（明治45年）4月 - 大枝尋常高等小学校・小川尋常小学校・阿佐分教場・釣井尋常小学校元井分教場を併合し、徳島県美馬郡栃之瀬尋常高等小学校として設立。
- 1947年（昭和22年）4月 - 学制改革のため，徳島県美馬郡東祖谷山村栃之瀬小学校に改称。
- 2006年（平成18年）- 町村合併のため三好市立栃之瀬小学校となる。
- 2012年（平成24年）
  - 3月31日 - 廃校[1]。
  - 4月1日 - 三好市立落合小学校、三好市立菅生小学校、三好市立名頃小学校、三好市立和田小学校と共に統合し三好市立東祖谷中学校の敷地内[2]に三好市立東祖谷小学校が設立された。

## 校歌
- 作詞: 保科千代次
- 作曲: 近藤良三

## 関連学校
- 三好市立東祖谷中学校